# Port lotniczy Kodiak
Port lotniczy Kodiak (IATA: ADQ, ICAO: PADQ) – cywilno-wojskowy port lotniczy położony 7 km na południowy zachód od centrum Kodiak, na wyspie Kodiak, w stanie Alaska.